# Domácia
Domácias  são estruturas presentes nas folhas de diversas espécies de plantas, sendo encontradas sob a forma de tufos de pelos ou cavidades (com ou sem pelos) localizadas nas junções entre a nervura principal e as secundárias, na face abaxial das folhas.
As domácias têm sido descritas por serem tipicamente habitadas por ácaros (predadores e fungívoros) que provêm benefícios às plantas. São estruturas extremamente complexas e não apresentam qualquer função fisiológica conhecida. Tem sido postulado que os ácaros se beneficiam das domácias pela obtenção de um local seguro para reprodução e proteção contra predadores e que as plantas também se beneficiam pela redução do ataque de herbívoros ou patógenos. Assim, ecologistas têm hipotetizado que as domácias mediam uma associação mutualística entre as plantas e os ácaros que protegem as folhas. A presença de domácias nas plantas pode contribuir para um melhor desempenho de ácaros predadores e fungívoros como agentes de controle biológico, uma vez que favorece a permanência desses organismos nas plantas, por lhes proporcionar abrigo, sítios de oviposição e maior sobrevivência. 
A manutenção de domácias pela planta, ao longo do processo evolutivo, reforça a interação de mutualismo entre plantas e ácaros predadores, onde os ácaros se beneficiam do alimento e abrigo proporcionados por essas estruturas, ao passo que as plantas (ao contribuírem para a abundância e manutenção dos mesmos) utilizam a defesa provida por esses organismos (por meio da redução do nível de herbívoros nas mesmas). 
Essas interações especializadas surgiram no decurso da evolução de relações mais simples entre as plantas e os animais que as consomem. 